# Dida (football, 1934)
Pour les articles homonymes, voir Dida.
Edvaldo Alves de Santa Rosa, plus connu sous le nom de Dida, né le 26 mars 1934 à Maceió et mort le 17 septembre 2002, est un footballeur international brésilien évoluant au poste d'attaquant.

## Biographie
Dida évolue au sein de quatre clubs brésiliens, l'América FC en 1949, le Centro Sportivo Alagoano de 1950 à 1953, le Clube de Regatas do Flamengo de 1954 à 1964, l'Associação Portuguesa de Desportos de 1964 à 1965, ainsi qu'avec les Colombiens de l'Atlético Junior.
Il est sélectionné en équipe du Brésil de football où il joue six matchs et remporte la Coupe du monde de football de 1958.

## Palmarès
Avec l'équipe du Brésil de football
- Vainqueur de la Coupe du monde de football de 1958.
- Vainqueur de la Copa Roca en 1957.
- Vainqueur de la Taça Oswaldo Cruz (pt) en 1958.

Avec le Centro Sportivo Alagoano
- Vainqueur du Championnat de l'Alagoas de football en 1952.

Avec le Clube de Regatas do Flamengo
- Vainqueur du Championnat de Rio de Janeiro de football en 1954, 1955 et 1963.
- Vainqueur du Tournoi Rio-São Paulo de football en 1961.